# John Debney
John Cardon Debney (Glendale, California, 18 de agosto de 1956) es un compositor y director de orquesta estadounidense, nominado al Óscar por la banda sonora de La Pasión de Cristo y autor también de la banda sonora de La isla de las cabezas cortadas, que obtuvo fantásticas críticas. Debney suele combinar su formación clásica con su gran conocimiento de los sonidos contemporáneos para adaptarse a cualquier tipo de composición.

## Biografía
Nació y pasó su infancia en Glendale, California, donde comenzó a tocar la guitarra con seis años, llegando a formar algunos grupos musicales en el instituto. Estudió composición en el Instituto de Las Artes de California en 1979. Entonces empezó a trabajar componiendo para televisión de la mano del legendario Mike Post. También trabajó con el compositor de Hanna-Barbera Hoyt Curtin. Tras esto, Debney estuvo envuelto en proyectos de música para televisión tan diversos como Star Trek: la nueva generación, Un cachorro llamado Scooby-Doo y seaQuest DSV, serie por la cual ganó un Emmy a la mejor composición de título principal. En los primeros años de la década de los 90, Debney empezó a componer música para atracciones de Disneyland. En 1991, Debney compuso la música para la Mansión Embrujada (Phantom Manor) de Disneyland Paris. En 1993, grabó su primera obra para la gran pantalla, la comedia de Disney Hocus Pocus (El retorno de las brujas en España, Abracadabra en Hispanoamérica), con Bette Midler como protagonista.
Desde entonces, Debney ha continuado componiendo para cine, llegando a tener una carrera muy prolífica en la que ha trabajado en diversas películas de éxito, de géneros tan dispares como La isla de las cabezas cortadas, The Pacifier, Zathura, La Pasión de Cristo, Duma, Bruce Almighty, Evan Almighty, Elf, Paulie, Sin City, I Know What You Did Last Summer, Chicken Little, Liar Liar, Spy Kids, The Emperor's New Groove, El Rey Escorpión, The Princess Diaries e Iron Man 2. Estos trabajos le han dado fama de compositor versátil, pues en ellos incorpora estilos y técnicas diversas, yendo de instrumentos antiguos y exóticos a otras composiciones más vanguardistas.

## Premios y distinciones
Premios Óscar
| Año  | Categoría          | Película            | Resultado |
| ---- | ------------------ | ------------------- | --------- |
| 2005 | Mejor banda sonora | La Pasión de Cristo | Nominado  |